# لوییس کارلوس آسپریلا
لوییس کارلوس آسپریلا (انگلیسی: Luis Carlos Asprilla؛ زادهٔ ۱ ژوئیهٔ ۱۹۷۷) ورزشکار فوتبال اهل کلمبیا است.
از باشگاه‌هایی که در آن بازی کرده‌است می‌توان به باشگاه ورزشی دیپورتیوو کالی و باشگاه فوتبال اتلتیکو هوراکان اشاره کرد.